# Bencze Márk
Bencze Márk (Budapest, 2000. január 30. –) magyar utánpótlás-válogatott labdarúgó, a  Tiszakécskei LC középpályása.

## Pályafutása

### Klubcsapatokban
Pályafutását a Vasas csapatánál kezdte, ahol a Kubala Akadémia tagja volt. 2016 augusztusában három évre a holland Vitesse csapatához szerződött. Három évet töltött a csapatnál, 2019 nyarán, szerződése lejárta után a magyar másodosztályban szereplő Siófok játékosa lett. A 2019-2020-as NB II-es idényben huszonkét bajnoki háromszor volt eredményes a Balaton-parti együttesben. 2020 nyarán az élvonalbeli Mezőkövesd Zsóry igazolta le. Az élvonalban egyszer lépett pályára, a Mezőkövesd tartalékcsapatában pedig 22 mérkőzésen öt gólt szerzett az NB III-ban. 2021 nyarán a másodosztályban szereplő Csákvári TK szerződtette. 2022. június 22-én hivatalossá vált, hogy a Győri ETO lesz az új csapata. 2023. július 6-án bejelentették, hogy a Tiszakécskei LC-nél folytatja pályafutását.

### A válogatottban
Többszörös utánpótlás-válogatott, pályára lépett az U17-es és U19-es korosztályos válogatottakban is. 2017-ben tagja volt a U17-es Európa-bajnokságon szereplő korosztályos válogatottnak, ahol a magyar válogatott a 6. helyen végzett.